# Gare de Khabarovsk I
 (février 2023).
Si vous disposez d'ouvrages ou d'articles de référence ou si vous connaissez des sites web de qualité traitant du thème abordé ici, merci de compléter l'article en donnant les références utiles à sa vérifiabilité et en les liant à la section « Notes et références ».
La gare de Khabarovsk I (en russe : Станция Хабаровск I) est une gare ferroviaire russe, située dans la ville de Khabarovsk, dans le kraï de Khabarovsk, en Russie.

## Situation ferroviaire
La gare est exploitée par les Chemins de fer d'Extrême-Orient, filiale des Chemins de fer russes.

## Histoire
Elle a été ouverte en 1897. Elle fut électrifiée en 1980.